# Římskokatolická farnost Skřípov u Konice
Římskokatolická farnost Skřípov u Konice je územní společenství římských katolíků s farním kostelem Nanebestoupení Páně v děkanátu Konice.

## Dějiny farnosti
Obec Skřípov u Konice patřila nejprve k farnosti Horní Štěpánov, v letech 1785–1792 do farnosti Šubířov, v roce 1792 byla tato farnost přenesena do Skřípova.

## Území farnosti a sakrální stavby
Do farnosti přísluší následující obce s těmito sakrálními stavbami:
- Skřípov
  - Farní farním farním kostel Nanebestoupení Páně
  - Kaple svaté Anežky České na faře
  - Kaple Panny Marie Lurdské
  - Kaple Božského Srdce Páně
  - Kaple Panny Marie Královny
  - Kaple U Slunských